# Mchenga
Mchenga is een geslacht van straalvinnige vissen uit de familie van de cichliden (Cichlidae).

## Soorten
- Mchenga conophoros (Stauffer, LoVullo & McKaye, 1993)
- Mchenga cyclicos (Stauffer, LoVullo & McKaye, 1993)
- Mchenga eucinostomus (Regan, 1922)
- Mchenga flavimanus (Iles, 1960)
- Mchenga inornata (Boulenger, 1908)
- Mchenga thinos (Stauffer, LoVullo & McKaye, 1993)